# 拉喜敏珠尔
拉喜敏珠尔（？—1917年），蒙古族，清末内扎萨克蒙古哲里木盟（今内蒙古通辽）科尔沁右翼后旗人，末任科尔沁右翼后旗镇国公。

## 生平
1911年外蒙古独立后，1912年科尔沁右翼前旗郡王乌泰举兵叛乱，企图归附博克多汗以成立大蒙古帝国。1912年8月20日乌泰宣布东蒙古独立，兵分3路进攻洮南府及周边各县：科尔沁右翼中旗土谢图亲王业喜海顺出兵配合攻打突泉；扎赉特旗札萨克巴特玛拉布坦出兵配合攻打靖安；科尔沁右翼后旗镇国公拉喜敏珠尔率部攻打镇东县。
同年，乌泰的军队遭到中华民国奉天都督赵尔巽派吴俊升等部进剿。1912年9月12日，吴俊升部攻占乌泰的大本营葛根庙。9月13日，吴俊升部占领乌泰王府。乌泰部主力遭到歼灭。乌泰、拉喜敏珠尔率数十骑残部及家眷逃往索伦山。最终，拉喜敏珠尔经乌珠穆沁逃至外蒙古。民国六年（1917年）九月五日卒。